# Ацано д'Асти
Аца̀но д'А̀сти (на италиански: Azzano d'Asti; на пиемонтски: Asan, Асан) е село и община в Северна Италия, провинция Асти, регион Пиемонт. Разположено е на 216 m надморска височина. Населението на общината е 418 души (към 2010 г.).